# Бельбек (река)
Бельбе́к (укр. Бельбек, крымскотат. Belbek, Бельбек) — река на юго-западе Крыма. Длина реки — 63 км, площадь водосборного бассейна — 505 км², уклон реки 6,0 м/км. Образуется слиянием двух рек — Биюк-Узенбаш (Озенбаш) и Манаготра, стекающих с северо-западных склонов Главной гряды Крымских гор (ранее считалось, что Бельбек начинается от слияния Биюк-Узенбаша и Коккозки, либо Кучук и Биюк-Узенбашей). Впадает в Чёрное море в 5 км от Севастопольской бухты у посёлка Любимовка. Среднемноголетний сток, на гидропосте Фруктовое, составляет 2,08 м³/сек.
Бельбек — самая полноводная из рек Крыма (имеет самый большой среди крымских рек среднегодовой расход воды). В верховьях сама река и её притоки представляют собой бурные, никогда не пересыхающие потоки, с узким руслом, быстрым течением и крутыми высокими берегами.

## Название

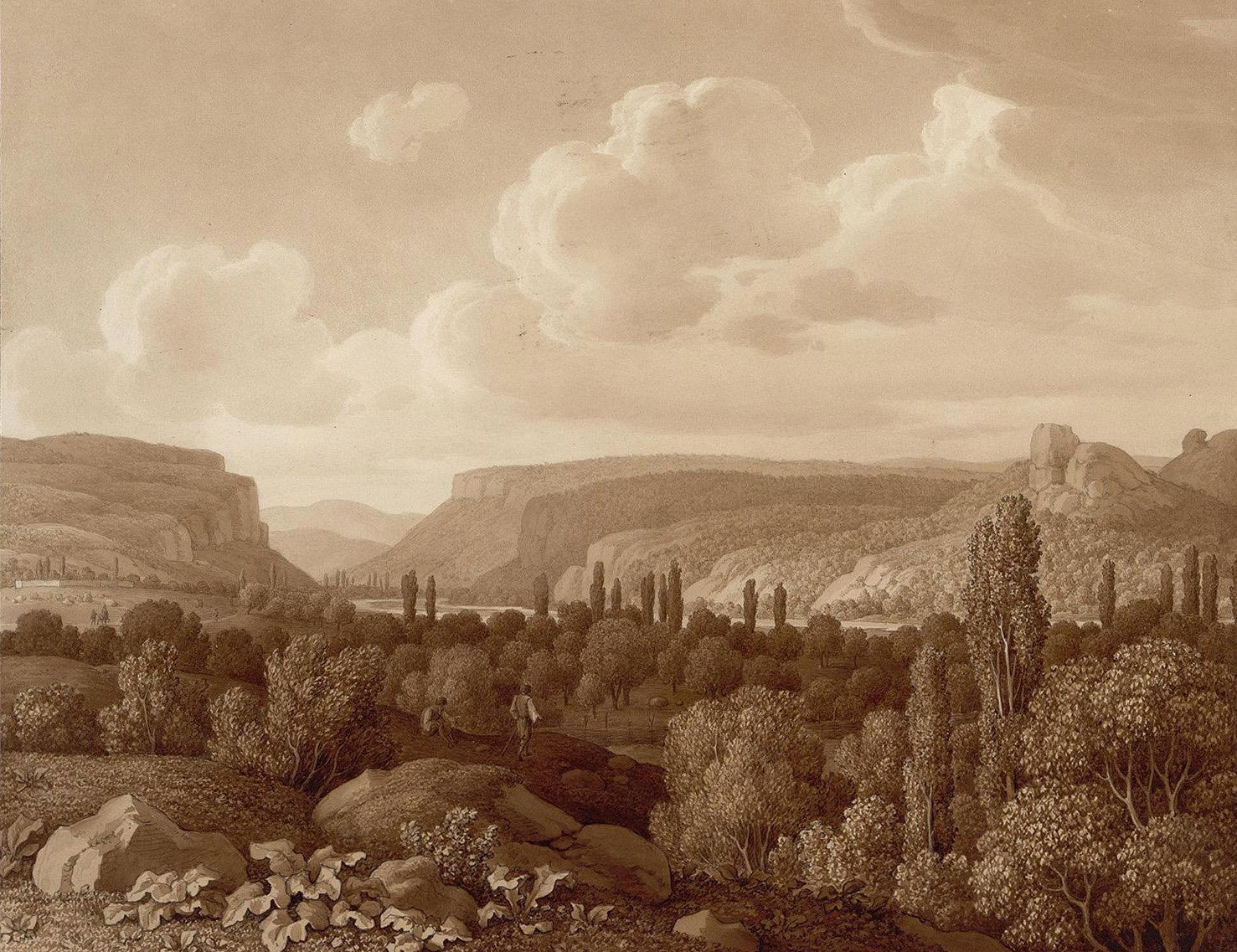
Карл фон Кюгельген. Бельбекская долина.

Гидроним Бельбек традиционно объясняется переводом созвучного тюркского словосочетания сильная или крепкая спина (имеется вариант «главный узкий проход в горе»). Также встречаются названия Кабарта-Су, Хабарта, Кабарды, Кабар. Иоганн Тунманн в труде 1777 года «Крымское ханство» высказывал предположение: «Кабарта — прежнее название р. Бельбек. Возможно, что у неё когда-то были поселения черкесов-кабардинцев», Пётр Паллас передаёт предание, что в верховьях Кабарты (Бельбека) некогда жили кабардинцы или черкесы: эти предположения в некотором роде подтверждаются археологическими находками на городище Пампук-Кая (в среднем течении реки Бельбек) конца XIII — началу XIV века, аналогичными предметам кавказского происхождения (адыгская культура). На карте Петра Кёппена 1836 года у реки два названия: Бельбек или Кабарта, а верховья, до слияния с Коккозкой, на той же карте и в справочнике «Волости и важнѣйшія селенія Европейской Россіи» 1886 года назывался Узенбаш. Также отмечалось, что в старину Бельбеком река называлась лишь в нижнем течении, а выше — Кабарды или Кабарта-Су (Вздувшаяся).

## Описание

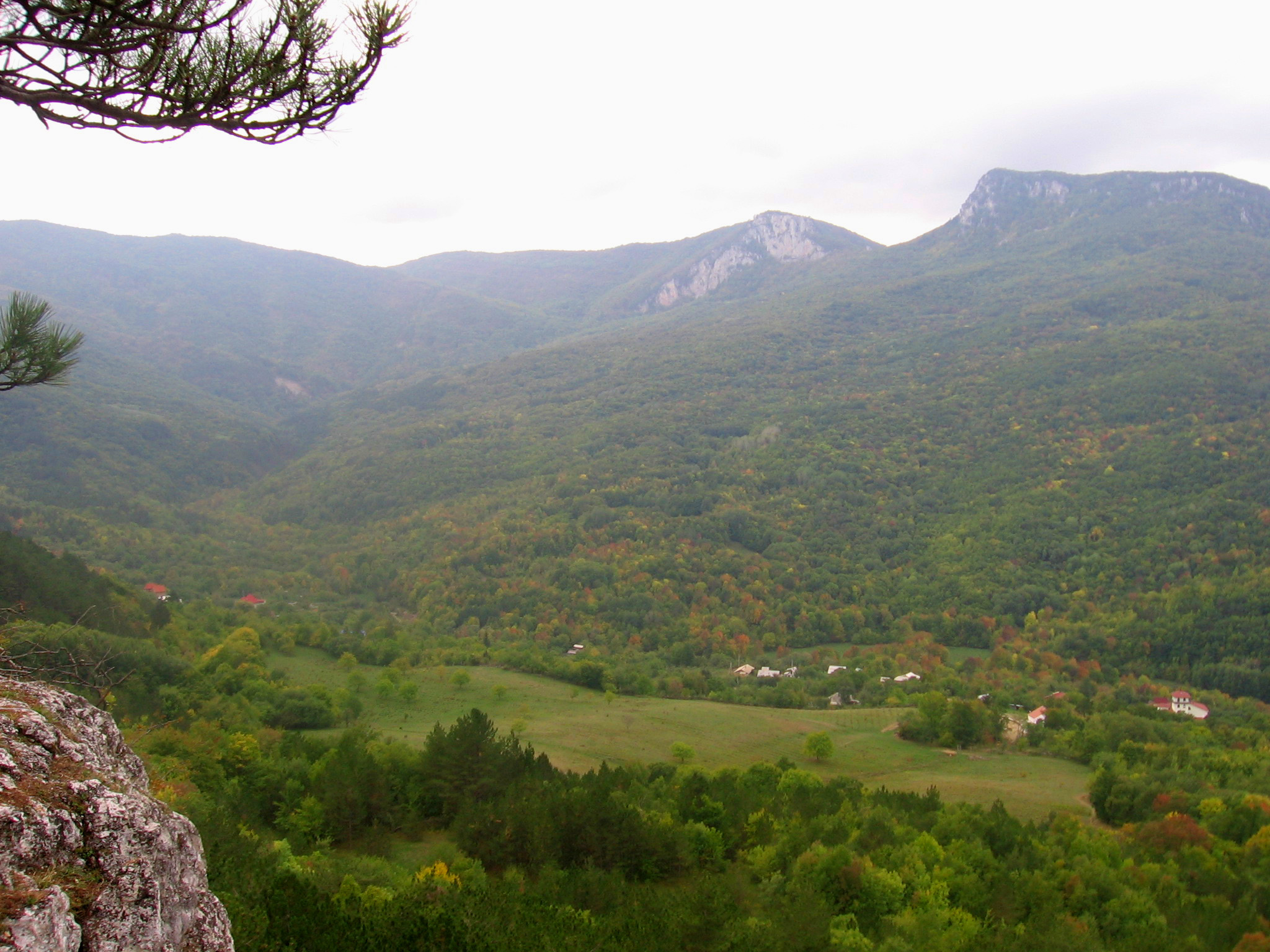
Верховья Бельбека у села Многоречье

При пересечении Внутренней гряды Крымских гор у села Малое Садовое долина реки существенно сужается, образуя так называемый Бельбекский каньон (Бельбекские либо Албатские Ворота). При этом ширина речной долины в самом узком месте по верху составляет 300 м, а глубина 160. На правых склонах долины находятся гроты, где в XX веке были обнаружены стоянки кроманьонцев эпохи позднего палеолита. Бельбекский каньон был объявлен памятником природы республиканского значения Украины в 1969 году.
В нижнем течении река прорезает глинистые наносы, течение замедляется. Из-за частых разливов, во второй половине 1980-х годов русло недалеко от устья было разделено на два. Однако впоследствии уровень воды в реке упал, и на сегодняшний день вода есть только в новом русле. При этом при впадении в Чёрное море оно сужается до нескольких метров.
Исток одного из притоков Бельбека реки Коккозки (длина 18 км) находится в Большом каньоне Крыма.
В долине реки Бельбек находятся такие достопримечательности Крыма как Сюйреньская крепость и пещерный монастырь Челтер-Коба. В устье реки в районе Бронебашенной батареи № 30 находилась древнейшая Усть-Бельбекская крепость, построенная предположительно ещё таврами. Природной достопримечательностью долины являются скалы Бельбекского каньона.
Запущенный в 2021 году Бельбекский водозабор исходя из среднегодового расхода воды в 2,1 куб.м./сек (возле села Фруктового) и 65000 куб.м. суточного расхода на нужды города Севастополя планирует отводить из реки не менее 36% ее среднегодового стока.

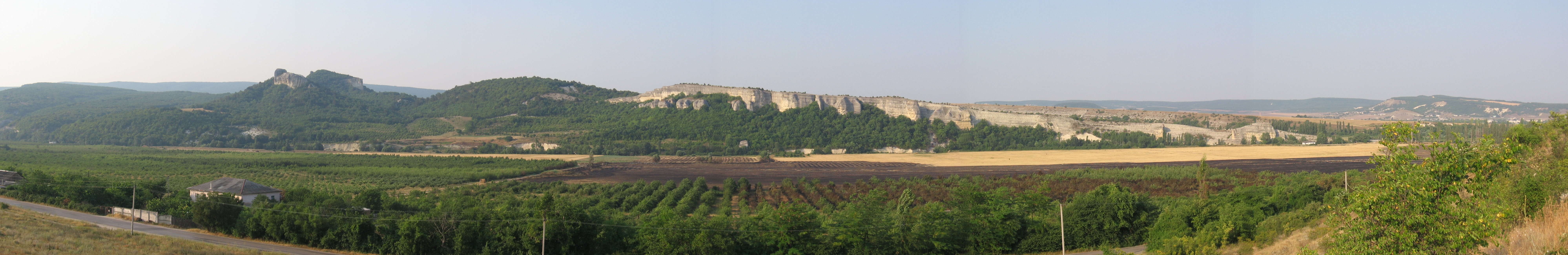
Панорама реки Бельбек из села Танковое

## Бельбекский водозабор
Бельбе́кский водозабо́р — гидротехническое сооружение на реке для водоснабжения Севастополя.
18 марта 2021 года строительство было завершено.